# 皮埃爾一世 (阿朗松)
皮埃爾一世（Peter I of Alençon，1251年—1283年4月6日），出身卡佩王朝，法蘭西「賢王」路易九世第四子，「勇敢者」腓力三世的弟弟，出生於耶路撒冷王國的朝聖城堡，阿朗松伯爵，妻子為布魯瓦女伯爵沙蒂永的瓊（1253年—1291年）。1283年西西里晚禱戰爭期間，皮埃爾伯爵率軍前往支援，在雷焦郊區卡托納遭到阿拉貢傭兵的攻擊並被殺。